# 旧制中等教育学校の一覧 (日本統治時代の朝鮮)
旧制中等教育学校の一覧 (日本統治時代の朝鮮)は、学制改革前（第二次世界大戦以前）の朝鮮半島内に存在した旧制中等教育学校の一覧である。

## 朝鮮における特殊事情
朝鮮において中等教育機関は当初、内地人（日本人）対象の中学校・高等女学校と、朝鮮人対象の高等普通学校・女子高等普通学校とが分かれて並立していたが、1938年よりすべて「中学校」・「高等女学校」と呼称するようになった。第二次世界大戦後、大韓民国となった半島南部の諸学校の多くは、そのまま同国に移管された（1951年の学制改革で、新制の中学校と高等学校に分割された）が、朝鮮民主主義人民共和国が成立した北部については、ソ連対日参戦や社会主義政権樹立などの影響で、不明な点が多い。

## 京畿道

### 旧制中学校

#### 公立
- （官立）韓国統監府中学校 → 朝鮮総督府中学校 → 京城中学校 → （道に移管）京城公立中学校 → ソウル公立中学校 → ソウル高等学校
- （官立）龍山中学校 → （道に移管）龍山公立中学校 → 龍山高等学校
- 京城城東公立中学校
- 仁川公立中学校
- （大韓帝国官立）中学校 → 漢城高等学校 → 京城高等普通学校 → 京城第一高等普通学校 → 京城第一公立高等普通学校 → 京畿公立中学校 → 京畿高等学校
- （官立）京城第二高等普通学校 → 京城第二公立高等普通学校 → 景福公立中学校 → 景福高等学校（朝鮮語版）
- 京城旭丘公立中学校 → 京東高等学校（朝鮮語版）
- 開城公立中学校

#### 私立
- 私立養正高等普通学校 → 養正高等普通学校 → 養正中学校 → 養正高等学校（朝鮮語版）
- 私立培材高等普通学校 → 培材高等普通学校 → 培材中学校 → 培材高等学校（朝鮮語版）
- 私立普成高等普通学校 → 普成高等普通学校 → 普成中学校 → 普成高等学校（朝鮮語版）
- 私立徽文高等普通学校 → 徽文高等普通学校 → 徽文中学校 → 徽文高等学校（朝鮮語版）
- 私立中央高等普通学校 → 中央高等普通学校 → 中央中学校 → 中央高等学校（朝鮮語版）
- 私立松都高等普通学校 → 松都高等普通学校 → 松都中学校 → （朝鮮戦争時に大韓民国内に移転）松都高等学校（朝鮮語版）
- 城南高等普通学校 → 城南中学校 → 城南高等学校（朝鮮語版）

### 高等女学校

#### 公立
- 京城第一公立高等女学校（朝鮮語版） → 廃校
- 京城第二公立高等女学校 → 首都女子高等学校（朝鮮語版）
- 京城第三公立高等女学校 → 昌徳女子高等学校（朝鮮語版）
- 京城舞鶴公立高等女学校 → 舞鶴女子高等学校（朝鮮語版）
- 仁川公立高等女学校 → 仁川女子高等学校（朝鮮語版）
- 水原公立高等女学校 → 水原女子高等学校（朝鮮語版）
- 開城公立高等女学校
- （大韓帝国官立）漢城高等女学校 → 京城女子高等普通学校 →（道に移管） 京城公立女子高等普通学校 → 京畿公立高等女学校 → 京畿女子高等学校

#### 私立
- 龍谷高等女学校 → 廃校
- 私立淑明女子高等普通学校 → 淑明女子高等普通学校 → 淑明高等女学校 → 淑明女子高等学校（朝鮮語版）
- 私立進明女子高等普通学校 → 進明女子高等普通学校 → 進明高等女学校 → 進明女子高等学校（朝鮮語版）
- 私立梨花女子高等普通学校 → 梨花女子高等普通学校 → 梨花高等女学校 → 梨花女子高等学校
- 私立好寿敦女子高等普通学校 → 好寿敦女子高等普通学校 → 好寿敦高等女学校 → 開城明徳高等女学校 → 好寿敦女子高等学校（朝鮮語版）
- 培花女子高等普通学校 → 培花高等女学校 → 培花女子高等学校（朝鮮語版）
- 同徳女子高等普通学校 → 同徳高等女学校 → 同徳女子高等学校（朝鮮語版）
- 仁川昭和高等女学校 → 博文女子高等学校（朝鮮語版）

### 実業学校

#### 公立
- 京城公立商業学校
- 京畿公立商業学校 → 京畿公立商業中学校 → ソウル商業高等学校 → 京畿商業高等学校（朝鮮語版）
- 京城徳寿公立商業学校 → 徳寿公立商業中学校 → 徳寿商業高等学校 → 徳寿情報産業高等学校 → 徳寿高等学校（朝鮮語版）
- （大韓帝国官立）漢城外国語学校仁川支校 → 仁川日語学校 → 仁川実業学校 → （道に移管）仁川公立商業学校 → （仁川南公立商業学校と合併） → 仁川公立商業中学校 → 仁川高等学校
- 仁川南公立商業学校 → （仁川公立商業学校と合併）
- 開城公立商業学校
- （大韓帝国官立）商工学校 → 農商工学校 → 京城工業学校 → （公立に移管）京城公立工業学校 → ソウル公立工業中学校 → ソウル工業高等学校 → ソウル機械工業高等学校 → ソウル工業高等学校（朝鮮語版）
- 京城公立工業専修学校 → 城東公立工業学校 → 城東公立中学校 → 城東工業高等学校 → 城東機械工業高等学校 → 城東工業高等学校（朝鮮語版）
- 京城公立農業学校 → ソウル公立農業中学校 → ソウル農業高等学校 → ソウル農業初級大学 → ソウル農業大学 → ソウル産業大学 → ソウル市立大学 → ソウル市立大学校
- 安城公立農業学校 → 安城公立農業中学校 → 安城農業高等学校 → 安城農業高等専門学校 → 安城農業専門学校 → （国立に移管）安城農業専門大学 → 安城産業大学校 → 韓京大学校 → 韓京国立大学校
- 水原公立農業学校 → 水原公立農林学校 → 水原公立農林中学校 → 水原農林高等学校 → 水原農業科学高等学校 → 水原農生命科学高等学校（朝鮮語版）
- 汶山公立農業学校 → 汶山公立農業中学校 → 汶山農業高等学校 → 汶山総合高等学校 → 汶山第一高等学校（朝鮮語版）
- 議政府公立農業学校 → 議政府公立農業中学校 → 議政府農業高等学校 → 議政府実業高等学校 → 議政府総合高等学校 → 議政府工業高等学校（朝鮮語版）

#### 私立
- （大韓帝国官立）商工学校 → 善隣商業学校 → （公立に移管）善隣公立商業中学校 → 善隣商業高等学校 → 善隣情報産業高等学校 → 善隣インターネット高等学校
- 東星商業学校 → 東星高等学校（朝鮮語版）
- 大東商業学校 → 大東商業中学校 → 大東商業高等学校 → 大東情報産業高等学校 → 大東税務高等学校（朝鮮語版）
- 京城実業専修学校 → 漢城商業学校 → 漢城工業学校 → 漢城中学校 → 漢城高等学校（朝鮮語版）
- 光新商業学校 → 光新放送芸術高等学校（朝鮮語版）
- 輔仁商業学校 → 輔仁女子商業学校 → 輔仁商業中学校 → 輔仁商業高等学校 → 輔仁高等学校
- 朝鮮電気工業学校

### その他
- 私立京城中等夜学校

## 忠清北道

### 旧制中学校
- 清州高等普通学校 → 清州公立中学校 → 清州第一公立中学校 → 清州高等学校（朝鮮語版）
- 清州第二公立中学校
- 忠州公立中学校 → 忠州高等学校（朝鮮語版）

### 高等女学校
- 清州公立高等女学校
- 清州第二公立高等女学校 → 清州女子高等学校（朝鮮語版）
- 忠州公立高等女学校 → 忠州女子高等学校（朝鮮語版）

### 実業学校

#### 公立
- 清州農林学校 → 清州公立農業学校 → 清州公立農業中学校 → 清州農業高等学校（朝鮮語版）
- 忠州公立農業学校 → 忠州公立農業中学校 → 忠州農業高等学校 → 忠州実業高等学校 → 忠州農業高等学校 → 国原高等学校（朝鮮語版）
- 永同農業専修学校 → 永同公立農業学校 → 永同公立農業中学校 → 永同農業高等学校 → 永同農工高等学校 → 永同産業科学高等学校（朝鮮語版）
- 堤川公立農業学校 → 堤川公立農業中学校 → 堤川農業高等学校 → 堤川第一高等学校（朝鮮語版）

#### 私立
- 清州商業学校 → 清州商科大学附属商業中学校 → 清州商業高等学校 → 清州大成高等学校（朝鮮語版）

## 忠清南道

### 旧制中学校
- （官立）大田中学校 →（道に移管） 大田公立中学校 → 大田高等学校
- 公州高等普通学校 → 公州公立中学校 → 公州高等学校（朝鮮語版）
- 洪城公立中学校 → 洪城高等学校（朝鮮語版）

### 高等女学校
- 大田公立女子高等普通学校 → 大東公立高等女学校 → 大田女子高等学校（朝鮮語版）
- 大田公立高等女学校
- 鳥致院公立実科高等女学校 → 鳥致院公立高等女学校 → 鳥致院女子高等学校 → 世宗女子高等学校（朝鮮語版）
- 江景公立実科高等女学校 → 江景公立高等女学校 → 江景高等学校（朝鮮語版）

### 実業学校
- 江景公立商業学校 → 江景公立工業学校 → 江景商業中学校 → 江景商業高等学校 → 江景商業情報高等学校 → 江商高等学校 → 江景商業高等学校（朝鮮語版）
- 礼山公立農業学校
- 公州公立農業学校 → 公州公立農業中学校 → 公州農業高等学校 → 公州生命科学高等学校（朝鮮語版）
- 天安公立農業学校 → 天安公立農業中学校 → 天安農業高等学校 → 天安第一高等学校（朝鮮語版）
- 端山公立農業学校

## 全羅北道

### 旧制中学校
- 群山公立中学校 → 群山高等学校（朝鮮語版）
- （官立）全州高等普通学校 →（道に移管） 全州公立高等普通学校 → 全州北公立中学校 → 全州高等学校（朝鮮語版）
- 全州南公立中学校
- （私立）高敞高等普通学校 → 高敞中学校（のち道に移管） → 高敞高等学校（朝鮮語版）

### 高等女学校
- 群山公立実科高等女学校 → 群山公立高等女学校 → 群山女子高等学校（朝鮮語版）
- 全州公立高等女学校
- 裡里公立高等女学校 → 裡里女子高等学校（朝鮮語版）
- 全州公立女子高等普通学校 → 全北公立高等女学校 → 全州女子高等学校（朝鮮語版）
- 金堤公立高等女学校 → 金堤女子高等学校（朝鮮語版）
- 井邑公立高等女学校 → 井邑女子高等学校（朝鮮語版）

### 実業学校
- 群山公立商業学校 → 群山公立商業中学校 → 群山商業高等学校（朝鮮語版）
- 裡里公立工業学校 → 裡里公立工業中学校 → 裡里工業高等学校（朝鮮語版）
- 全州公立農業学校 → 全州公立農林中学校 → 全州農林高等学校 → 全州生命科学高等学校（朝鮮語版）
- 群山公立実業学校 → 群山公立農業学校 → 井邑公立農業学校
- 裡里公立農林学校 → 裡里公立農林中学校 → 裡里農林高等学校 → 裡里農工専門大学 → 益山大学 → 全北大学校益山キャンパス
- 淳昌公立農業学校 → 淳昌公立農業林学校 → 淳昌公立農業中学校 → 淳昌農林高等学校 → 淳昌第一高等学校（朝鮮語版）
- 南原農業専修学校 → 南原公立農業学校 → 南原公立農業中学校 → 南原農業高等学校 → 南原農工高等学校 → 南原龍城高等学校（朝鮮語版）

## 全羅南道

### 旧制中学校

#### 公立
- 光州公立中学校 → 光州東公立中学校 → 光州高等学校（朝鮮語版）
- （官立）光州高等普通学校 →（道に移管） 光州公立高等普通学校 → 光州西公立中学校 → 光州第一高等学校（朝鮮語版）
- 木浦公立中学校 → 木浦高等学校（朝鮮語版）
- 順天公立中学校 → 順天高等学校（朝鮮語版）

#### 私立
- 文泰中学校

### 高等女学校
- 光州公立高等女学校 → 光州大和公立高等女学校 → 光州女子高等学校（朝鮮語版）
- 木浦公立高等女学校
- 光州公立女子高等普通学校 → 光州旭公立高等女学校 → 全南女子高等学校（朝鮮語版）
- 麗水公立高等女学校 → 麗水女子高等学校（朝鮮語版）
- 順天公立高等女学校 → 順天女子高等学校（朝鮮語版）

### 実業学校
- 木浦商業専修学校 → 木浦公立商業学校 → 木浦公立商業中学校 → 木浦商業高等学校 → 全南第一高等学校 → 木商高等学校（朝鮮語版）
- 光州公立農業学校
- 済州公立農業学校 → 済州公立農業中学校 → 済州農業高等学校 → 済州観光産業高等学校 → 済州高等学校（朝鮮語版）
- 康津公立農業学校 → 康津公立農業中学校 → 康津農林中学校 → 康津農業高等学校 → 全南生命科学高等学校（朝鮮語版）
- 麗水公立簡易水産学校 → 麗水公立水産学校 → 麗水水産高等学校 → 麗水水産高等専門学校 → 麗水水産専門大学 → 麗水大学校 → 全南大学校麗水キャンパス

## 慶尚北道

### 旧制中学校

#### 公立
- （官立）大邱中学校 → （道に移管）大邱公立中学校 → 大邱中学校（朝鮮語版）
- （官立）大邱高等普通学校 →（道に移管） 大邱公立高等普通学校 → 慶北公立中学校 → 慶北高等学校（朝鮮語版）
- 慶州公立中学校
- （私立）金泉高等普通学校 → 金泉中学校 →（道に移管） 金泉公立中学校 → 金泉高等学校（朝鮮語版）
- 浦項公立中学校 → 浦項高等学校（朝鮮語版）

#### 私立
- 大倫中学校 → 大倫高等学校（朝鮮語版）

### 高等女学校
- 大邱公立高等女学校 → 大邱女子中学校 → 大邱一中学校（朝鮮語版）
- 金泉公立高等女学校 → 金泉女子高等学校（朝鮮語版）
- 大邱公立女子高等普通学校 → 慶北公立高等女学校 → 慶北女子高等学校（朝鮮語版）
- 浦項公立高等女学校 → 浦項女子高等学校（朝鮮語版）
- 安東公立高等女学校 → 安東女子高等学校（朝鮮語版）

### 実業学校
- 大邱公立商業学校 → 大邱公立商業中学校 → 大邱商業高等学校 → 大邱商業情報高等学校 → 大邱商苑高等学校（朝鮮語版）
- 金泉公立商業学校 → 金泉公立農業学校 → 金泉農林中学校 → 金泉農林高等学校 → 金泉農工高等学校 → 金泉生命科学高等学校（朝鮮語版）
- 大邱公立農林学校 → 大邱公立農業学校 → 大邱公立農林学校 → 大邱公立農林中学校 → 大邱農林高等学校 → 大邱自然科学高等学校 → 大邱農業マイスター高等学校（朝鮮語版）
- 尚州公立農蚕学校
- 安東公立農林学校 → 安東公立農林中学校 → 安東農林高等学校 → 安東生命科学高等学校 → 韓国生命科学高等学校（朝鮮語版）
- 栄州公立農業学校 → 栄州公立農業中学校 → 栄州農業高等学校 → 栄州総合高等学校 → 栄州工業高等学校 → 栄州第一高等学校（朝鮮語版）

## 慶尚南道

### 旧制中学校
- （官立）釜山中学校 →（道に移管） 釜山公立中学校 → 釜山第一公立中学校 → 釜山高等学校
- 釜山第二公立中学校 → 慶南高等学校（朝鮮語版）
- 馬山公立中学校 → 馬山高等学校（朝鮮語版）
- （私立 → 官立）東萊高等普通学校 → 東萊公立高等普通学校 → 東萊公立中学校 → 東萊高等学校（朝鮮語版）
- 晋州公立高等普通学校 → 晋州公立中学校 → 晋州高等学校（朝鮮語版）
- 統営公立中学校 → 統営高等学校（朝鮮語版）

### 高等女学校

#### 公立
- 釜山公立高等女学校 → 釜山女子高等学校（朝鮮語版）
- 馬山公立高等女学校 → 馬山女子高等学校（朝鮮語版）
- 鎮海公立高等女学校 → 鎮海女子高等学校（朝鮮語版）
- 釜山公立女子高等普通学校 → 釜山港公立高等女学校 → 慶南女子高等学校（朝鮮語版）
- （私立）晋州一新女子高等普通学校　→　鳳山高等女学校 →（道に移管）晋州公立高等女学校 → 晋州女子高等学校（朝鮮語版）
- 統営公立高等女学校 → 統営女子高等学校（朝鮮語版）

#### 私立
- 東萊高等女学校 → 東萊女子高等学校（朝鮮語版）

### 実業学校
- 釜山商業学校 → 釜山居留民団立釜山商業学校 → 釜山公立商業専修学校 → 釜山商業学校 → 釜山第一公立商業学校 → 慶南商業高等学校 → 釜慶高等学校（朝鮮語版）
- （私立）開成学校 → （韓国政府に移管）釜山実業学校 → 釜山商業学校 → 釜山鎮商業学校 → 釜山第二公立商業学校 → 釜山公立商業中学校 → 釜山商業高等学校 → 開成高等学校（朝鮮語版）
- 馬山公立商業学校 → 馬山公立商業中学校 → 馬山商業高等学校 → 馬山龍馬高等学校（朝鮮語版）
- 釜山公立工業学校 → 釜山公立工業中学校 → 釜山工業高等学校（朝鮮語版）
- 晋州公立農業学校 → 晋州公立農林学校 → 晋州農林中学校 → 晋州農林高等学校 → 晋州農林高等専門学校 → 晋州農林専門学校 → 晋州農林大学 → 晋州産業大学校 → 慶南科学技術大学校
- 密陽公立農業学校
- 金海公立農業学校 → 金海公立農業中学校 → 金海農業高等学校 → 金海農林高等学校 → 金海農工高等学校 → 金海農業高等学校 → 金海生命科学高等学校（朝鮮語版）
- 蔚山公立農業学校 → 蔚山公立農業中学校 → 蔚山農業高等学校 → 蔚山農林高等学校 →蔚山実業高等学校 → 蔚山農工高等学校 → 蔚山工業高等学校（朝鮮語版）
- 統営公立水産学校 → 統営水産高等学校 → 統営水産高等専門学校 → （国立に移管）晋州水産専門学校 → 晋州水産専門大学 → 慶尚大学校水産大学 → 慶尚大学校海洋科学大学 → 慶尚国立大学校海洋科学大学

## 黄海道

### 旧制中学校

#### 公立
- （官立）海州高等普通学校 →（道に移管） 海州公立高等普通学校 → 海州東公立中学校
- 海州西公立中学校
- 安岳公立中学校

#### 私立
- 明新中学校

### 高等女学校
- 海州公立高等女学校 → 海州旭町公立高等女学校
- 海州公立女子高等普通学校 → 海州幸町公立高等女学校
- 沙里院公立実科高等女学校 → 沙里院公立高等女学校
- 兼二浦公立高等女学校
- 安岳公立高等女学校

### 実業学校

#### 公立
- 沙里院公立商業学校
- 兼二浦公立工業学校
- 沙里院公立農業学校
- 延安公立農業学校
- 長淵公立農業学校
- 端興公立農業学校
- 安岳公立農業学校

#### 私立
- 信川農業学校

## 平安南道

### 旧制中学校

#### 公立
- （官立）平壌中学校 →（道に移管） 平壌公立中学校 → 平壌第一公立中学校
- （官立）平壌高等普通学校（朝鮮語版） →（道に移管） 平壌公立高等普通学校 → 平壌第二公立中学校 → 瑞光中学校
- 平壌第三公立中学校
- 鎮南浦公立中学校
- 江西公立中学校

#### 私立
- 光成高等普通学校 → 光成中学校 → 景昌中学校 → 光成高等学校（朝鮮語版）
- 順安中学校

### 高等女学校

#### 公立
- 平壌公立高等女学校
- 鎮南浦公立高等女学校
- （官立）平壌女子高等普通学校 →（道に移管） 平壌公立女子高等普通学校 → 平壌西門公立高等女学校
- 順川公立高等女学校

#### 私立
- 私立正義女子高等普通学校 → 正義女子高等普通学校 → 正義高等女学校 → 南山高等女学校

### 実業学校

#### 公立
- 鎮南浦公立商工学校
- 平壌公立商業学校
- 平壌第一公立工業学校
- 平壌第二公立工業学校
- 平壌公立農業学校
- 安州公立農業学校
- 成川公立農業学校

#### 私立
- 崇仁商業学校
- 平安工業学校

## 平安北道

### 旧制中学校

#### 公立
- 新義州公立中学校
- （官立）新義州高等普通学校 →（道に移管） 新義州公立高等普通学校 → 新義州東公立中学校
- 江界公立中学校

#### 私立
- 五山高等普通学校 → 五山中学校 → （朝鮮戦争時に大韓民国内に移転）五山高等学校
- 平安中学校
- 宣川中学校

### 高等女学校
- 新義州公立高等女学校
- 新義州公立女子高等普通学校 → 新義州南公立高等女学校
- 定州公立高等女学校

### 実業学校
- 新義州公立商業学校
- 新義州公立工業学校
- 義州公立農業学校
- 寧辺公立農業学校
- 江界公立農業学校
- 亀城公立農業学校
- 楚山公立農業学校
- 龍岩浦公立水産学校

## 江原道

### 旧制中学校
- 春川公立高等普通学校 → 春川公立中学校 → 春川高等学校（朝鮮語版）
- 鉄原公立中学校
- 金剛公立中学校

### 高等女学校
- 春川公立高等女学校 → 春川女子高等学校（朝鮮語版）
- 鉄原公立高等女学校
- 江陵公立高等女学校 → 江陵女子高等学校（朝鮮語版）

### 実業学校
- 江陵公立商業学校 → 江陵商業高等学校 → 江陵第一高等学校（朝鮮語版）
- 春川公立農業学校 → 春川農業高等学校 → 春川農工高等学校 → 昭陽高等学校 → 江原生命科学高等学校（朝鮮語版）
- 江陵公立農業学校 → 江陵農業高等学校 → 江陵農工高等学校 → 江陵中央高等学校（朝鮮語版）
- 原州公立農業学校 → 原州農業高等学校 → 嶺西高等学校（朝鮮語版）
- 平康公立農業学校

## 咸鏡南道

### 旧制中学校

#### 公立
- （官立）元山中学校 →（道に移管） 元山公立中学校
- 咸興公立中学校
- （官立）咸興高等普通学校 →（道に移管） 咸興公立高等普通学校 → 咸南公立中学校
- 北青公立中学校

#### 私立
- 永生高等普通学校 → 永生中学校 → 咸興日出中学校

### 高等女学校

#### 公立
- 元山公立高等女学校
- 咸興公立高等女学校
- 興南公立高等女学校
- 咸興公立女子高等普通学校 → 咸南公立高等女学校

#### 私立
- 楼氏女子高等普通学校 → 楼氏高等女学校 →（道に移管） 元山港公立高等女学校 → （私立に復す）元山楼氏高等女学校 → 廃校
- 永生女子高等普通学校 → 永生高等女学校 → 咸興日出高等女学校

### 実業学校
- 咸興公立商業学校
- 元山公立商業学校
- 端川公立商業学校
- 興南公立工業学校
- 咸興公立農業学校
- 北青公立農業学校
- 甲山公立農林学校
- 徳源公立農業学校
- 永興公立農業学校

## 咸鏡北道

### 旧制中学校

#### 公立
- 羅南公立中学校
- （官立）鏡城高等普通学校 →（道に移管） 鏡城公立高等普通学校 → 鏡城公立中学校
- 清津公立中学校
- 羅津公立中学校
- 城津公立中学校

#### 私立
- 漁郎中学校

### 高等女学校
- 羅南公立高等女学校
- 清津公立高等女学校
- 羅南公立女子高等普通学校 → 東羅南公立高等女学校
- 会寧公立高等女学校
- 城津公立高等女学校
- 羅津公立高等女学校

### 実業学校
- 会寧公立商業学校
- 清津公立商業学校
- 清津公立工業学校
- 鏡城公立農業学校
- 吉州公立農業学校
- 清津公立水産学校